# Krystl
Krystl Pullens (Santpoort-Noord, 2 juli 1983), bekend onder de artiestennaam Krystl, is een Nederlands zangeres.
In 2010 werd Krystl verkozen tot 3FM Serious Talent met haar single Golden Days. Sindsdien sleepte ze de 3FM Award voor Beste Nieuwkomer binnen, werd haar liedje Golden Days gebruikt in een Martini-reclame en werd ze door de jury van de Edison bekroond met een Edison voor Beste Nieuwkomer.

## Biografie
Krystl groeide op in Santpoort-Noord. Ondanks dat ze werd aangenomen op een dansacademie, koos ze in 2000 voor een zangcarrière. Ze studeerde twee jaar aan het Rotterdams Conservatorium en daarna aan de popacademie in Enschede. Tijdens haar studie in Enschede richtte ze in 2003 de band L.I.N.E. op met een aantal medestudenten (Rob Eeftink, Kobus Groen, Bart Jan Manten, Rogier Grosman). Krystl was de zangeres en schreef songs met gitarist Bart Jan Manten. Verder werd Krystl vanaf 2005 een van de vaste achtergrondzangeressen van Do. Nadat Krystl in 2006 afstudeerde aan de popacademie, kondigde de band L.I.N.E. zijn afscheidsconcert aan, dat plaatsvond op 4 oktober 2009.

### Rolling
Voor haar debuutalbum Rolling uitkwam, bracht Krystl haar eerste solosingle Golden days uit op 19 november 2010. De single trok de aandacht en werd gebruikt in een reclamespot van Martini Spumante. Niet veel later, op 6 mei 2011, bracht Krystl het album Rolling uit bij Universal, waar hits als Bottles en Fool for you op staan.
Krystls debuut was een succes. In april 2011 won ze de 3FM Award voor 'Beste Nieuwkomer' en werd ze genomineerd voor de TMF Borsato Award. Ook won ze dat jaar een Edison in de categorie 'Beste Nieuwkomer', waarvoor zij genomineerd was naast Go Back to the Zoo en Ben Saunders.
Gedurende 2011 trad Krystl meermaals op met Marco Borsato: zo stond ze vier keer in zijn voorprogramma in het GelreDome en zong samen met hem het nummer Duizend Scherven. Ook trad ze op tijdens Borsato's 3Dimensies-concerten in het Sportpaleis in Antwerpen. Daarnaast was Krystl te gast tijdens Borsato's tournee Dichtbij, waar ze diverse gastoptredens verzorgde.
Ondertussen plande Krystl in 2011 ook haar eigen clubtournee door Nederland. Ze gaf optredens in Paradiso, Tivoli, Patronaat en Hedon. Naast haar uitverkochte clubtournee was ze live op ruim veertig festivals en evenementen te zien.
Later in hetzelfde jaar zong ze mee op het nummer We doen wat we kunnen van BLØF, dat verscheen op hun album Radio Berlijn.

### Undefeatable
Op 20 september 2013 kwam Krystl met haar tweede album Undefeatable. Voor dit album werkte ze samen met Sacha Skarbed (Adele, Paul McCartney), Graffiti 6-gitarist Tommy Danvers, Lucie Silvas en Tjeerd Bomhof. Op dit album staan singles als Circles, Undefeatable en Home.
In 2013 toerde Krystl weer door Nederland en gaf daarbij optredens in onder andere Tivoli en Patronaat. Tijdens haar clubtournee gaf ze lokale muzikanten de kans om zich als voorprogramma op te geven.

### Covers
Krystl is naast haar eigen nummers ook bekend van het coveren van andermans singles. In 2010 viel ze op door Let it be van The Beatles eigen te maken tijdens een radio-uitzending van Giel Beelen op radiostation 3FM.
In 2013 coverde Krystl de hit Blurred Lines van Robin Thicke en later dat jaar bracht ze live haar eigen versie van Royals van Lorde ten gehore. Beide covers werden goed ontvangen in Nederland.

### The BlueBirds
Vanaf 2017 ging ze op tournee met Elske DeWall en Rachèl Louise. Onder de gemeenschappelijke naam The BlueBirds brachten ze bekende americana- en countrynummers ten gehore, alsmede eigen nummers. Ze bleef ook solo actief: zo bracht ze eind 2017 de kerstsingle Wonderful time uit.
In 2018 maakte Krystl met The BlueBirds een theatertournee door heel Nederland met 42 shows.

## Discografie

### Albums
| Album met eventuele hitnotering(en) in de Nederlandse Album Top 100 | Datum van verschijnen | Datum van binnenkomst | Hoogste positie | Aantal weken | Opmerkingen |
| ------------------------------------------------------------------- | --------------------- | --------------------- | --------------- | ------------ | ----------- |
| Rolling                                                             | 06-05-2011            | 14-05-2011            | 8               | 23           |             |
| Undefeatable                                                        | 2013                  | 28-09-2013            | 20              | 1            |             |

### Singles
| Single met eventuele hitnotering(en) in de Nederlandse Top 40 | Datum van verschijnen | Datum van binnenkomst | Hoogste positie | Aantal weken | Opmerkingen                 |
| ------------------------------------------------------------- | --------------------- | --------------------- | --------------- | ------------ | --------------------------- |
| Golden days                                                   | 19-11-2010            | 08-01-2011            | 13              | 13           | Nr. 23 in de Single Top 100 |
| Bottles                                                       | 05-04-2011            | 28-05-2011            | 33              | 6            | Nr. 74 in de Single Top 100 |
| Fool for you                                                  | 2011                  | 06-08-2011            | 25              | 9            | Nr. 27 in de Single Top 100 |
| Circles                                                       | 2013                  | 20-04-2013            | tip1            | -            | Nr. 53 in de Single Top 100 |
| Undefeatable                                                  | 2013                  | 07-09-2013            | tip9            | -            |                             |
| I'm in love                                                   | 2014                  | 26-07-2014            | tip3            | -            |                             |
| Losing my head                                                | 2017                  | -                     | -               | -            |                             |
| Wonderful time                                                | 2017                  | 02-12-2017            | tip23           | -            |                             |

### NPO Radio 2 Top 2000
Van Krystl stond alleen Golden Days in 2011 in de NPO Radio 2 Top 2000, op plek 1931.

### Prijzen
- 14 april 2011: 3FM Award voor Beste Nieuwkomer
- 2 oktober 2011: Edison in de categorie 'Beste Nieuwkomer'

## Trivia
- Op 23 december 2010 trad Krystl op tijdens het 3FM Serious Talent Festival in de Effenaar te Eindhoven ten behoeve van 3FM Serious Request 2010.[4]
- Tijdens 3FM Serious Request 2011 in Leiden was Krystl slaapgast in het Glazen Huis bij dj's Gerard Ekdom, Timur Perlin, en Coen Swijnenberg. Hier speelde ze onder andere Bottles (met geluidseffecten verzorgd door Gerard Ekdom).
- Krystl staat met drie singles genoteerd in de National Airplay Chart van 2011. Deze Chart laat zien welke nummers in 2011 het meest gedraaid zijn door Nederlandse radiostations. De singles Golden days, Bottles en Fool for you zijn opgenomen in deze lijst. Deze drie singles staan allemaal in de top 150, en Golden Days en Bottles staan zelfs in de top 60. Krystl is een van de weinige Nederlandse artiesten die meer dan twee keer genoteerd staat in de lijst.
- In april 2012 werd bekend dat Krystl een relatie heeft met dj Paul Rabbering. Op 23 april 2018 werd bekendgemaakt dat de relatie over is.[5]
- Op 14 oktober 2012 verscheen Krystl in een aflevering van Niks te gek!, een programma van de NTR, waarin presentator Johan Overdevest mensen met een verstandelijke beperking helpt om hun wens in vervulling te laten gaan. In deze aflevering voerde Krystl, samen met Pieter den Bak, een liedje uit, wat helemaal zelf door Den Bak is geschreven, tijdens een liveshow van Krystl in het Vondelpark in Amsterdam op 19 augustus 2012.[6]
- In 2014 was Krystl een van de deelnemers aan het vijftiende seizoen van het RTL 5-programma Expeditie Robinson, ze eindigde als verliezend finalist. In het voorjaar van 2022 was Krystl na acht jaar te zien in het speciale seizoen Expeditie Robinson: All Stars waarin oud (halve)finalisten de strijd met elkaar gaan om de ultieme Robinson te worden.[7] Ze viel ditmaal als derde af en eindigde daarmee op de veertiende plaats.